# Dimitris Gutas
Dimitris Gutas (gr. Δημήτρης Γούτας, Dimítris Goútas; ur. 4 kwietnia 1994 w Kawali) – grecki piłkarz występujący na pozycji obrońcy w Cardiff City.

## Kariera klubowa
Wychowanek klubu Skoda Ksanti. Początkowo w drużynie U-15 występował na pozycji napastnika, jednak z czasem został przesunięty do pomocy, a następnie na środek obrony. W sezonie 2012/13 rozpoczął występy w pierwszym zespole. 28 października 2012 zadebiutował w Superleague Ellada w zremisowanym 0:0 meczu z PAE Weria. 9 grudnia tego samego roku zdobył pierwszą w karierze bramkę w spotkaniu z Panionios GSS (4:0).
W lipcu 2015 roku za kwotę 850 tysięcy euro przeniósł się do Olympiakos SFP. W styczniu 2016 roku powrócił do Skody Ksanti na półroczne wypożyczenie, podczas którego rozegrał 7 ligowych spotkań. Latem tego samego roku wypożyczono go do belgijskiego klubu KV Kortrijk. 17 września zadebiutował w Jupiler Pro League w meczu przeciwko SV Zulte Waregem (1:2). W sezonie 2016/17 pełnił rolę podstawowego obrońcy i zaliczył 26 występów. W sierpniu 2017 roku Gutas został na zasadzie rocznego wypożyczenia graczem Sint-Truidense VV. Rozegrał on tam 21 meczów i zdobył pierwszą w lidze belgijskiej bramkę w spotkaniu przeciwko Royal Excel Mouscron (1:0).
W sierpniu 2018 roku został wypożyczony na jeden sezon do Lecha Poznań prowadzonego przez Ivana Đurđevicia. 16 września zadebiutował w Ekstraklasie w przegranym 0:1 meczu z Legią Warszawa. Przez dwa kolejne miesiące występował jako podstawowy środkowy obrońca. Po przyjściu do klubu trenera Adama Nawałki został odsunięty od składu i po zakończeniu okresu wypożyczenia powrócił do Olympiakos SFP.

## Kariera reprezentacyjna
W latach 2012–2014 występował w młodzieżowych kadrach Grecji w kategorii U-17, U-19, U-20 oraz U-21.

## Życie prywatne
Wychował się w miejscowości Potamia na wyspie Tasos.